# Боэций (кратер, Меркурий)
Боэций (лат. Boethius) — 130-километровый ударный кратер, расположенный на Меркурии по координатам 0°30′ ю. ш. 74°00′ з. д. / 0,5° ю. ш. 74° з. д.

## Название
Назван в честь римского философа и теоретика музыки Боэция, именем которого также назван кратер на Луне.